# Okręgowe ligi polskie w piłce nożnej (1935)

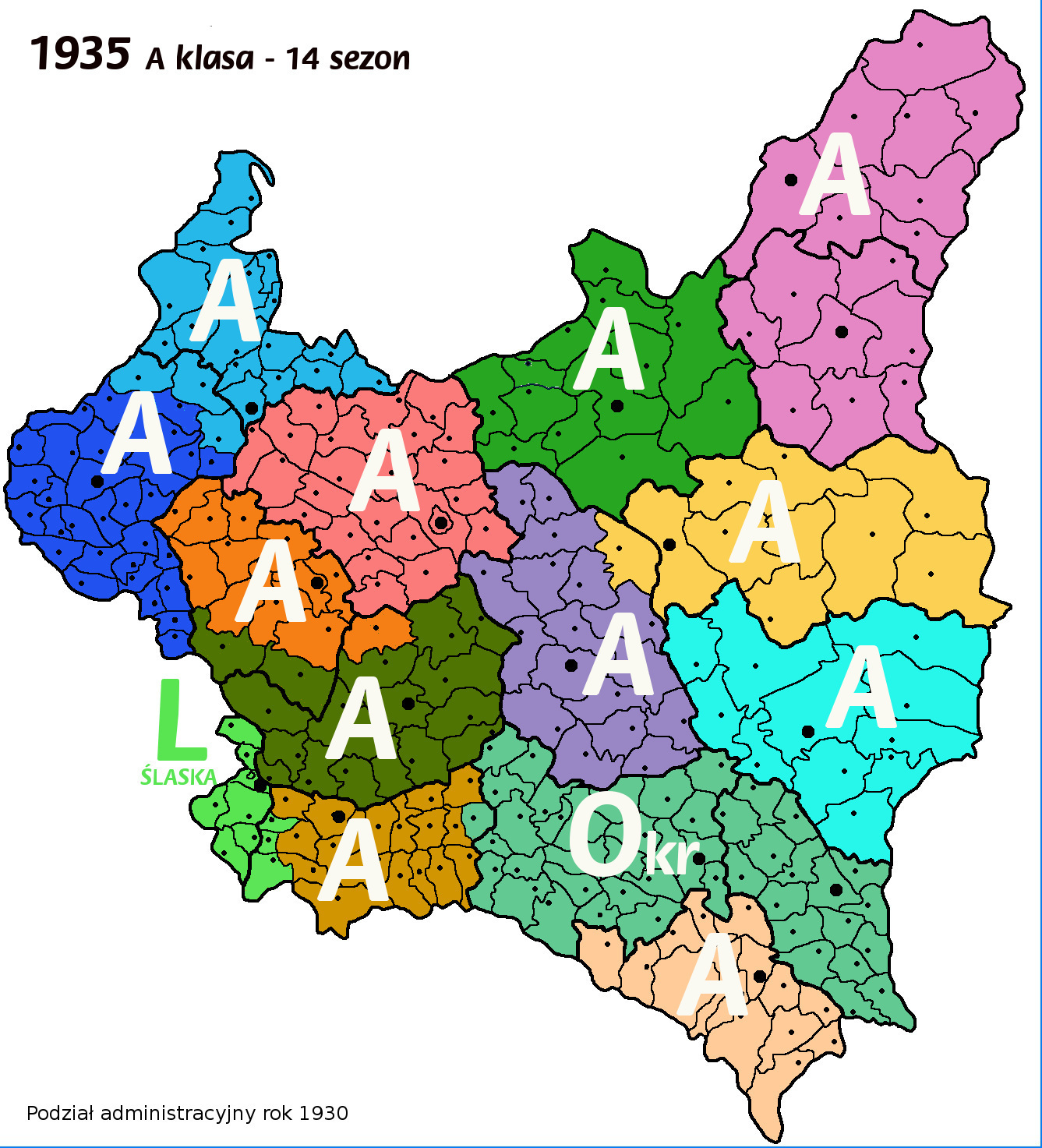
1935 rok A klasa

Okręgowe rozgrywki w piłce nożnej w sezonie 1935 odbywały się w 14 okręgach, a ich najwyższym poziomem była klasa A lub liga okręgowa. Mistrzowie okręgów spotkali się w eliminacjach walcząc o awans do Ligi.
| Poziomy rozgrywkowe w sezonie 1935 | Poziomy rozgrywkowe w sezonie 1935 | Poziomy rozgrywkowe w sezonie 1935 | Poziomy rozgrywkowe w sezonie 1935   |
| Rozgrywki                          | P                                  | Nazwa                              | Nazwa                                |
| ---------------------------------- | ---------------------------------- | ---------------------------------- | ------------------------------------ |
| Centralne                          | I                                  | Liga                               | Liga                                 |
| Okręgowe (14 okręgów)              | II                                 | A Klasa (12 okręgów)               | Liga okręgowa Liga Śląska (2 okręgi) |
| Okręgowe (14 okręgów)              | III                                | B klasa                            | A klasa                              |
| Okręgowe (14 okręgów)              | IV                                 | C klasa                            | B klasa                              |
| Okręgowe (14 okręgów)              | V                                  |                                    | C klasa                              |

## Rozgrywki okręgowe

### Mistrzostwa ligi okręgowej Białostockiego OZPN
- mistrz: Warmia Grajewo

GRUPA I
| Poz. | Drużyna               | M | Z | R | P | Bramki | Punkty |
| ---- | --------------------- | - | - | - | - | ------ | ------ |
| 1    | Warmia Grajewo        | 8 | 6 | 0 | 2 | 24-9   | 12     |
| 2    | ŻKS Makabi Białystok  | 8 | 5 | 1 | 2 | 19-8   | 11     |
| 3    | Jagiellonia Białystok | 8 | 4 | 1 | 3 | 15-14  | 9      |
| 4    | ŁKS Łomża             | 8 | 2 | 0 | 6 | 7-20   | 4      |
| 5    | Hapoel Białystok      | 8 | 1 | 0 | 7 | 4-24   | 2      |

GRUPA II
| Poz. | Drużyna        | M    | Z    | R    | P    | Bramki | Punkty |
| ---- | -------------- | ---- | ---- | ---- | ---- | ------ | ------ |
| 1    | WKS Grodno     | b.d. | b.d. | b.d. | b.d. | b.d.   | b.d.   |
| 2    | Makabi Grodno  | b.d. | b.d. | b.d. | b.d. | b.d.   | b.d.   |
| 3    | Makabi Suwałki | b.d. | b.d. | b.d. | b.d. | b.d.   | b.d.   |
| 4    | Kraft Grodno   | b.d. | b.d. | b.d. | b.d. | b.d.   | b.d.   |

FINAŁ
| Lp. | Mecz                       | Wynik |
| --- | -------------------------- | ----- |
| 1   | Warmia Grajewo: WKS Grodno | 2:1   |
| 2   | WKS Grodno: Warmia Grajewo | 0:1   |

O UTRZYMANIE SIĘ W KLASIE A
| W wyniku dwumeczu w klasie A utrzymał się Hapoel Białystok, do klasy B zdegradowany został Kraft Grodno. |

OSTATECZNA KLASYFIKACJA
| Lp. | Drużyna                               |
| --- | ------------------------------------- |
| 1   | Warmia Grajewo                        |
| 2   | WKS Grodno                            |
| 3-4 | Makabi Grodno, ŻKS Makabi Białystok   |
| 5-6 | Jagiellonia Białystok, Makabi Suwałki |
| 7   | ŁKS Łomża                             |
| 8   | Hapoel Białystok                      |
| 9   | Kraft Grodno                          |

- Zespół Makabi Białystok przed sezonem połączył się z ŻKS tworząc klub o nazwie ŻKS Makabi Białystok.
- Z klasy B awansował zespół Makabi Łomża.

### Mistrzostwa ligi okręgowej Kieleckiego OZPN
- mistrz: Brygada Częstochowa

### Mistrzostwa ligi okręgowej Krakowskiego OZPN
- mistrz: Podgórze Kraków

### Mistrzostwa ligi okręgowej Lubelskiego OZPN
- mistrz: WKS 22 pp Strzelec Siedlce

| Poz. | Drużyna                        | M  | Z    | R    | P    | Bramki | Punkty |
| ---- | ------------------------------ | -- | ---- | ---- | ---- | ------ | ------ |
| 1    | WKS 22 pp Strzelec Siedlce (s) | 12 | b.d. | b.d. | b.d. | b.d.   | 20     |
| 2    | WKS Dęblin                     | 12 | b.d. | b.d. | b.d. | b.d.   | 16     |
| 3    | WKS 7 PP LEG Chełm             | 12 | b.d. | b.d. | b.d. | b.d.   | 14     |
| 4    | WKS Unia Lublin                | 12 | b.d. | b.d. | b.d. | b.d.   | 10     |
| 5    | Plage Laśkiewicz/LWS Lublin    | 12 | b.d. | b.d. | b.d. | b.d.   | 10     |
| 6    | Wieniawa Lublin (b)            | 12 | b.d. | b.d. | b.d. | b.d.   | 8      |
| 7    | Hapoel Lublin                  | 12 | b.d. | b.d. | b.d. | b.d.   | 6      |

- WKS 22 pp Strzelec Siedlce spadł z Ligi, z klasy A wycofana została drużyna rezerw.
- Do klasy B spadł Hapoel Lublin,awansował Strzelec Łuków.

### Mistrzostwa ligi okręgowej Lwowskiego OZPN
- mistrz: Czarni Lwów

| Poz. | Drużyna             | M  | Z  | R | P  | Bramki | Punkty |
| ---- | ------------------- | -- | -- | - | -- | ------ | ------ |
| 1    | Czarni Lwów         | 20 | 13 | 5 | 2  | 75-19  | 31     |
| 2    | Pogoń Stryj (b)     | 20 | 10 | 5 | 5  | 42-28  | 25     |
| 3    | Hasmonea Lwów       | 20 | 10 | 5 | 5  | 34-31  | 25     |
| 4    | Lechia Lwów         | 20 | 8  | 4 | 8  | 41-47  | 20     |
| 5    | Pogoń 1b Lwów       | 20 | 8  | 4 | 8  | 36-34  | 20     |
| 6    | Ognisko Jarosław    | 20 | 8  | 3 | 9  | 34-43  | 19     |
| 7    | Resovia Rzeszów     | 20 | 7  | 5 | 8  | 28-38  | 19     |
| 8    | Polonia Przemyśl    | 20 | 8  | 2 | 10 | 30-38  | 18     |
| 9    | Czuwaj Przemyśl (b) | 20 | 6  | 5 | 9  | 30-35  | 17     |
| 10   | Drugi Sokół Lwów    | 20 | 5  | 4 | 11 | 26-45  | 14     |
| 11   | Ukraina Lwów        | 20 | 4  | 4 | 12 | 31-49  | 12     |

- Pogoń Stryj po sezonie przeniosła się do Stanisławowskiego OZPN.
- Ukraina Lwów spadła do A klasy, ale decyzją władz LOZPN została dopuszczona do rozgrywek ligi okręgowej od sezonu 1936/37. Powodem były czynniki polityczne, ze względu na sytuację w regionie Ukraina jako czołowy klub mniejszości Ukraińskiej, powinna grać w polskiej lidze okręgowej.
- Do klasy A spadła Ukraina Lwów, awansował RKS Lwów.

### Mistrzostwa ligi okręgowej Łódzkiego OZPN
- mistrz: Union-Touring Łódź

### Mistrzostwa ligi okręgowej Poleskiego OZPN
- mistrz: Kotwica Pińsk

### Mistrzostwa ligi okręgowej Pomorskiego OZPN
- mistrz: Polonia Bydgoszcz

| Poz. | Drużyna             | M  | Z    | R    | P    | Bramki | Punkty |
| ---- | ------------------- | -- | ---- | ---- | ---- | ------ | ------ |
| 1    | Polonia Bydgoszcz   | 12 | b.d. | b.d. | b.d. | b.d.   | 20     |
| 2    | TKS Toruń           | 12 | b.d. | b.d. | b.d. | b.d.   | 17     |
| 3    | Gryf Toruń          | 12 | b.d. | b.d. | b.d. | b.d.   | 16     |
| 4    | PePeGe Grudziądz    | 12 | b.d. | b.d. | b.d. | b.d.   | 10     |
| 5    | Unia Tczew (b)      | 12 | b.d. | b.d. | b.d. | b.d.   | 10     |
| 6    | Goplania Inowrocław | 12 | b.d. | b.d. | b.d. | b.d.   | 7      |
| 7    | Sokół I Bydgoszcz   | 10 | b.d. | b.d. | b.d. | b.d.   | 4      |

- Z klasy B z 1. miejsca awansował Bałtyk Gdynia.
- Baraż o klasę A pomiędzy Sokołem I Bydgoszcz, a zespołem Kabel Polski Bydgoszcz. Kabel pokonał Sokoła i w awansował do A klasy.
- Po sezonie GPP Grudziądz przejęty przez Pocztowe Przysposobienie Wojskowe.

### Mistrzostwa ligi okręgowej Poznańskiego OZPN
- mistrz: Legia Poznań
- wicemistrz: HCP Poznań
- III miejsce: KPW Poznań
- 4: Ostrovia Ostrów Wielkopolski
- 5: Unia Kościan
- 6: OKS Ostrów Wielkopolski
- 7: Polonia Leszno
- 8: Warta IB Poznań
- 9: Sokół Leszno
- 10: Sparta Poznań

### Mistrzostwa ligi okręgowej Stanisławowskiego OZPN
- mistrz: Rewera Stanisławów

### Mistrzostwa ligi okręgowej Śląskiego OZPN
- mistrz: Dąb Katowice

### Mistrzostwa ligi okręgowej Warszawskiego OZPN
- mistrz: Skoda Warszawa

### Mistrzostwa ligi okręgowej Wileńskiego OZPN
- mistrz: Śmigły Wilno

### Mistrzostwa ligi okręgowej Wołyńskiego OZPN
- mistrz: PKS Łuck

## Eliminacje o I ligę
O wejście do Ligi walczyło 13 drużyn, podzielonych na 4 grupy. Do finału wchodziły tylko mistrzowie grup oraz Podgórze Kraków, który do grupy finałowej dopuszczony został bez baraży.

### Tabela grupy I
|   | Klub               | M | Pkt | Z | R | P | Br+ | Br− | Uwagi |
| 1 | Legia Poznań       | 6 | 11  | 5 | 1 | 0 | 17  | 5   |       |
| 2 | Union-Touring Łódź | 6 | 6   | 3 | 0 | 3 | 15  | 12  |       |
| 3 | Skoda Warszawa     | 6 | 4   | 1 | 2 | 3 | 12  | 20  |       |
| 4 | Polonia Bydgoszcz  | 6 | 3   | 1 | 1 | 4 | 7   | 14  |       |

Legenda:
|  | Awans do półfinału |

### Wyniki
```
Legia Poznań                   xxx 3-0 3-3 1-0
Union-Touring Łódź             0-3 xxx 6-1 6-0
Skoda Warszawa                 0-4 5-2 xxx 1-1
Polonia Bydgoszcz              2-3 0-1 4-2 xxx
```

### Tabela grupy II
|   | Klub                | M | Pkt | Z | R | P | Br+ | Br− | Uwagi |
| 1 | Dąb Katowice        | 2 | 3   | 1 | 1 | 0 | 6   | 1   |       |
| 2 | Brygada Częstochowa | 2 | 1   | 0 | 1 | 1 | 1   | 6   |       |

Legenda:
|  | Awans do półfinału |

### Wyniki
```
Dąb Katowice                   xxx 6-1
Brygada Częstochowa            0-0 xxx
```

### Tabela grupy III
|   | Klub                    | M | Pkt | Z | R | P | Br+ | Br− | Uwagi |
| 1 | Czarni Lwów             | 6 | 9   | 4 | 1 | 1 | 20  | 10  |       |
| 2 | PKS Łuck                | 6 | 8   | 4 | 0 | 2 | 17  | 14  |       |
| 3 | Rewera Stanisławów      | 6 | 6   | 3 | 0 | 3 | 12  | 12  |       |
| 4 | WKS 22 Strzelec Siedlce | 6 | 1   | 0 | 1 | 5 | 2   | 15  |       |

Legenda:
|  | Awans do półfinału |

### Wyniki
```
Czarni Lwów                    xxx 7-1 4-1*3-0
Policyjny KS Łuck              6-2 xxx 2-0 2-1
Rewera Stanisławów             1-3 4-3 xxx*3-0
WKS 22 Strzelec Siedlce        1-1*0-3*0-3 xxx
```

```
* PKS Łuck - Strzelec 3-0 walkower według FUJI, 2-1 według Radoń.
* Strzelec - PKS Łuck 2-1 według FUJI, 0-3 walkower według Radoń.
```

### Tabela grupy IV
|   | Klub           | M | Pkt | Z | R | P | Br+ | Br− | Uwagi |
| 1 | Śmigły Wilno   | 4 | 8   | 4 | 0 | 0 | 17  | 3   |       |
| 2 | Warmia Grajewo | 4 | 4   | 2 | 0 | 2 | 6   | 10  |       |
| 3 | Kotwica Pińsk  | 4 | 0   | 0 | 0 | 4 | 3   | 13  |       |

Legenda:
|  | Awans do półfinału |

### Wyniki
```
Śmigły Wilno                   xxx 5-0 5-2
Warmia Grajewo                 0-5 xxx*3-0
Kotwica Pińsk                  1-2*0-3 xxx
```

## Półfinały
Dąb Katowice – Legia Poznań 4-1, 0-2

Czarni Lwów – Śmigły Wilno 2-0, 0-0

## Finał
Do grupy finałowej jako trzeci klub dołączył Podgórze Kraków.

### Tabela grupy finałowej
|   | Klub            | M | Pkt | Z | R | P | Br+ | Br− | Uwagi |
| 1 | Dąb Katowice    | 4 | 5   | 2 | 1 | 1 | 9   | 4   |       |
| 2 | Czarni Lwów     | 4 | 4   | 2 | 0 | 2 | 6   | 10  |       |
| 3 | Podgórze Kraków | 4 | 3   | 1 | 1 | 2 | 4   | 5   |       |

Legenda:
|  | Prawo do gry w I lidze w 1936. |

### Wyniki
```
Dąb Katowice                   xxx 6-1 2-1
Czarni Lwów                    2-1 xxx 2-1
Podgórze Kraków                0-0 2-1 xxx
```